# Sulejman Bushati
Sulejman Hamza Bushati (ur. ?, zm. 9 sierpnia 2020 w Bostonie) – albański polityk komunistyczny, działacz Albańskiej Partii Pracy.

## Życiorys
W latach 1970–1974 był przewodniczącym Komitetu Wykonawczego Rady Ludowej Okręgu Szkodra, następnie pełnił funkcję sekretarza struktur Albańskiej Partii Pracy w Szkodrze, Kukësie i Lushnji. Do 1991 roku pracował w Wydziale Rolnictwa Komitetu Centralnego Albańskiej Partii Pracy.
Zmarł dnia 9 sierpnia 2020 roku po południu w Bostonie; przyczyną śmierci była ciężka choroba.

## Życie prywatne
Miał dwoje dzieci: córkę oraz syna Ditmira, który pełnił funkcję spraw zagranicznych Albanii w latach 2013-2019.